# 福井一光
福井 一光（ふくい かずてる、1948年 - ）は、日本の哲学研究者。鎌倉女子大学・鎌倉女子大学短期大学部学長、学校法人鎌倉女子大学理事長・学園長。哲学博士。
おもにカール・ヤスパースを論じ、ドイツの実存主義哲学を研究。
全国栄養士養成施設協会常任理事、神奈川県栄養士養成施設協会会長、神奈川県私立大学連絡協議会副会長などを歴任。

## 略歴
- 1948年、神奈川県に生まれる。
- 玉川大学 卒業
- バーゼル大学大学院 哲学・歴史学博士課程 修了
- 2012年現在、鎌倉女子大学および鎌倉女子大学短期大学部学長、学校法人鎌倉女子大学理事長・学園長

## 著書
- 『ヒューマニズムの時代 - 近代的精神の成立と生成過程』（未来社） 1989年
- 『教育者のロゴス - 教育思想の深みへ』（玉川大学出版部） 1992年
- 『理性の運命』（内田老鶴圃） 2000年
- 『人間と超越の諸相 - カール・ヤスパースと共に』（理想社） 2001年
- 『知と心の教育 - 鎌倉女子大学『建学の精神』の話』（北樹出版） 2008年

### 共編著
- 『経験と言葉 - その根源性と倫理性を求めて』（大明堂） 1995年

## 翻訳
- 『自由と恩寵 - 実存的思索から信仰へ』（リヒャルト・クローナー、教文館） 1991年
- 『ナチ弾圧下の哲学者 : リヒャルト・クローナーの軌跡』（W・アスムス、島田四郎共訳、玉川大学出版部） 1992年
- 『大学の理念』（カール・ヤスパース、理想社） 1999年
- 『マハトマ・ガンジー』（ラーム・A・マール、玉川大学出版部） 2007年

## 関係項目
- 哲学
- 学校法人鎌倉女子大学
- 鎌倉女子大学
- 鎌倉女子大学短期大学部